# Hugo Valentin
Hugo Mauritz Valentin (4. října 1888 Vikingstad, Linköpings kommun, Švédsko – 7. května 1963 Uppsala, tamtéž) byl švédský historik, spisovatel a vědec v oboru židovských dějin, zejména dějin Židů ve Švédsku. Je proto označován jako „otec švédsko-židovských dějin“.
Valentin byl čestným prezidentem a předsedou Švédské sionistické federace. Byl autorem mnoha prací o židovské historii, holokaustu, antisemitismu a sionismu, z nichž část byla přeložena do angličtiny.

## Život
Valentin se narodil ve venkovském hrabství Östergötland ve Švédsku jako druhé dítě farmáře Oskara Valentina z Göteborgu a jeho manželky Berty Schönthal. Podle místních církevních záznamů nebyl pokřtěn a byl „mojžíšovského vyznání“. Rodina se usadila ve Švédsku na počátku 19. století, kořeny měla v polské Inowrocławi.
Hugo Valentin získal doktorát na univerzitě v Uppsale v roce 1916. V roce 1919 se přestěhoval se svou ženou Fanny Schiölerovou do Falunu, kde nastoupil jako lektor na Falu högre allmänna läroverk, kde pracoval dalších deset let. Pak začal učit na střední škole v Uppsale.
Valentin je známý svými pracemi o historii Židů ve Švédsku. Jeho kniha z roku 1924 „Judarnas historia i Sverige“ (Historie Židů ve Švédsku) zůstává klíčovou prací v oboru. Vydal také kratší verzi, „Judarna i Sverige“ (Židé ve Švédsku), která mapuje situaci Židů ve Švédsku v meziválečném období a za druhé světové války. Toto vydání bylo v pozdějších letech rozšířeno a znovu publikováno, nejnovější vydání vyšlo v roce 2013.
Valentin byl mezi prvními, kdo psal o reakcích skandinávských zemí na pronásledování Židů nacisty. Ještě před zahájením druhé světové války Valentin varoval před „totálním vymýcením německého židovstva“.

### 2. světová válka
Valentin zastával protinacistické postoje a byl obhájcem demokracie. Šířil povědomí o holokaustu. V říjnu 1942 napsal článek do vlivného deníku Göteborgs Handels-och Sjöfartstidning, ve kterém shrnul dostupná fakta a psal o zavraždění 700 000 polských Židů nacisty. Článek byl ve Švédsku široce citován. Valentin dále průběžně informoval v Judisk Krönika o nacistických masových vraždách Židů v různých částech Evropy.

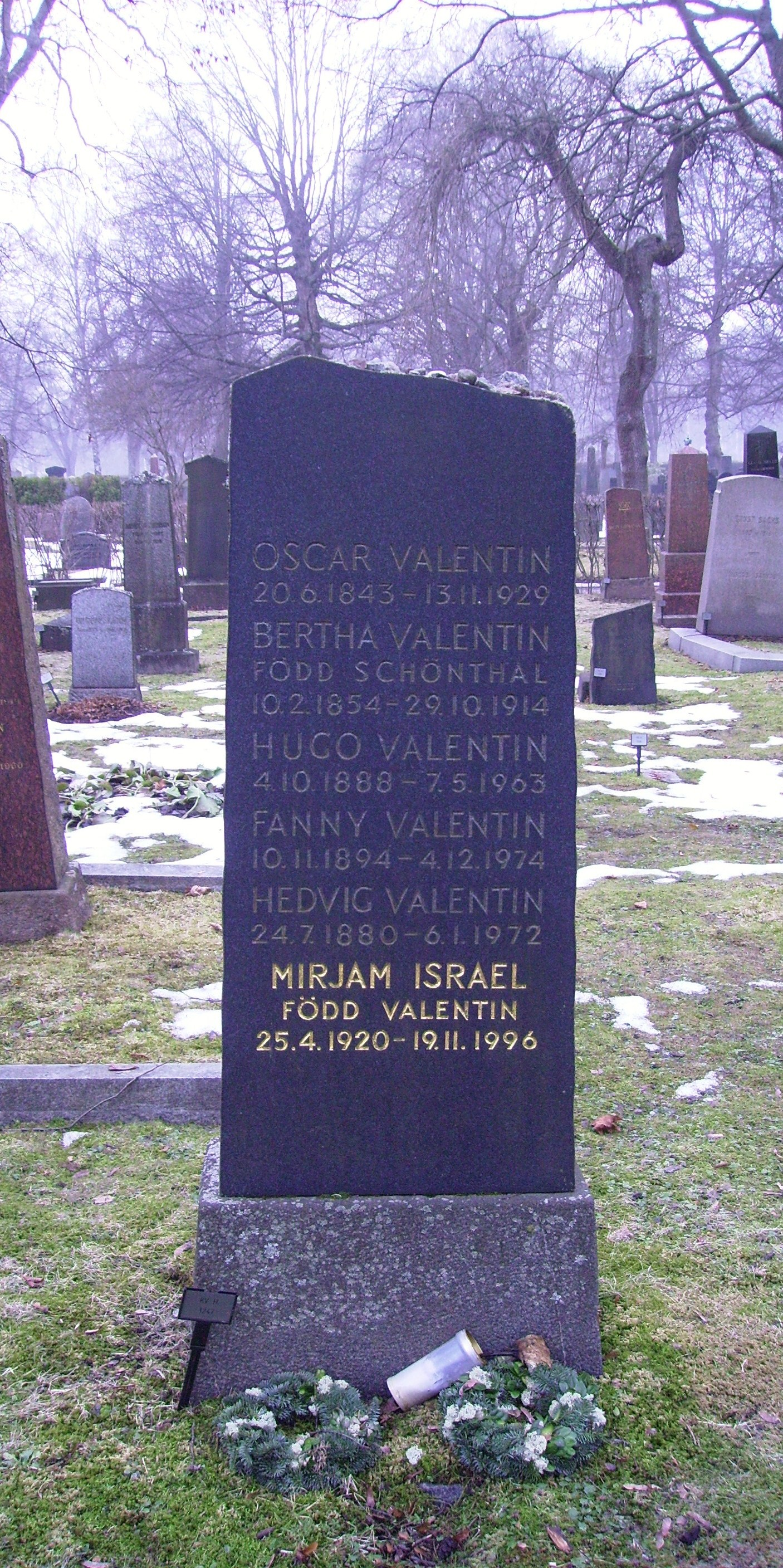
Valentinův hrob v Solně

### Po 2. světové válce
V roce 1944 se Valentin stal jedním ze zakladatelů švédské sekce Světového židovského kongresu, v roce 1946 byl jmenován jeho předsedou. V roce 1945 psal jako první o přijetí přeživších holocaustu do Švédska. Od roku 1951 redigoval kulturní časopis Judisk Tidskrift. Silně se angažoval v podpoře Izraele. Byl jedním z iniciátorů kampaně, která v roce 1953 vedla k vytvoření Asociace švédsko-izraelského přátelství.
Valentin zemřel v Uppsale v roce 1963 ve věku 74 let. Je pohřben na židovském hřbitově v Solně. Jeho dcera Mirjam (1920-1996) se stala psycholožkou a odbornicí na výchovu dětí. V roce 1946 se svým manželem Joachimem Israelem napsala knihu „Det finns inga elaka barn“ (Neexistují žádné zlé děti).

## Hugo Valentin Center na univerzitě v Uppsale
V listopadu 2009 bylo na Filozofické fakultě Univerzity v Uppsale založeno Centrum Huga Valentina. Vzniklo sloučením Centra pro multietnický výzkum a Uppsalského programu pro studium holocaustu a genocidy. Dne 1. ledna 2025 bylo centrum přejmenováno na Centrum pro studium holocaustu a genocidy v Uppsale, jméno Huga Valentina bylo z názvu vypuštěno.
Přejmenování vyvolalo mezinárodní kritiku. Aron Verständig, předseda Švédské židovské ústřední rady, označil rozhodnutí za negativní signál, zejména v době sílícího antisemitismu. Zástupci univerzity v Uppsale změnu obhajovali a uvedli, že nový název objasnil zaměření centra na studie holocaustu a genocidy, aniž by změnil jeho výzkumné poslání.